# Sindromul Hunter
Sindromul Hunter (Mucopolizaharidoza (MPS) de tip II) este o boală genetică de metabolism care apare și se manifestă ca urmare a deficitului enzimei iduronat-2-sulfatază implicată implicate în degradarea unor substanțe chimice numite glicozaminoglicani1).
Glicozaminoglicanii precum heparan-sulfatul sau dermatan-sulfatul sunt mucopolizaharide care nu pot fi degradate și se acumulează în celulele țesuturilor din corp în particulele numite lizozomi2). Această acumulare are loc în principal în ficat, splină, oase, articulații, părți ale sistemului respirator, inimă și creier3).
Se cunosc două forme de boală:

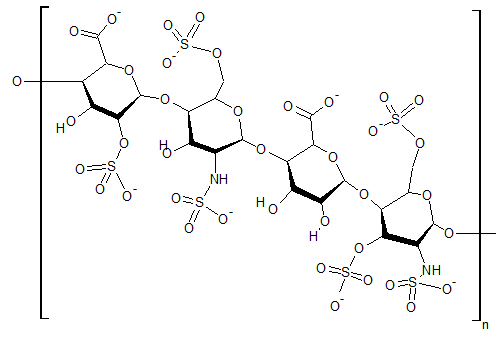
Heparan sulfatul

- Forma severă (tip A), cu debut rapid (în primul an de viață) și afectare neurologică progresivă
- Forma atenuată (tip B) cu debut întârziat (2-4 ani) și cu impact minim asupra dezvoltării cognitive.

Boala poartă numele medicului Charles A. Hunter (1873-1955), care a descris pentru prima dată în 19174), 5).

## Cauze și simptomatologie
Sindromul Hunter este o boală genetică de metabolism din categoria bolilor de stocaj lizozomal. În condiții fiziologice normale mucopolizaharidele (glicozaminoglicanii) sunt degradate la nivelul lizozomilor unde se găsesc o serie de enzime care le descompun în molecule mici reutilizabile de către celulă. Cei care suferă de sindromul Hunter au un deficit enzimatic de iduronat-2-sulfatază și degradarea mucopolizaharidelor și evacuarea acestora din celule nu se poate realiza corect. Aceasta enzimă este produsă de gena IDS localizată pe cromozomul sexual X, în cazul pacienților cu sindrom Hunter existând la nivelul genei o mutație care este responsabilă pentru lipsa, reducerea sau producerea unei variante modificate, ineficiente de  iduronat-2-sulfatază6).

## Fiziopatologie
Gena responsabilă pentru producerea enzimei iduronat-2-sulfatază este localizată pe cromozomul sexual X. Băieții au doar un singur cromozom X. Dacă moștenesc cromozomul X cu gena anormală, ei vor dezvolta acest sindrom. Astfel boala afectează doar băieții, cu toate acestea s-au raportat și cazuri de fete cu sindrom Hunter7).
https://www.niaid.nih.gov/diseases-conditions/pidds-genetics-inheritance

Imagine preluată și adaptată după U.S.National Library Of Medicine

Boala își pune amprenta vizibila asupra aspectului fizic, afectand dezvoltarea staturală și ponderală, precum și celelalte sisteme și organe interne. Astfel, pacienții prezintă afectare importantă la nivelul sferei ORL, sistemului respirator, cardiac, digestiv, osteo-articular, neurologic. 

## Epidemiologie
Sindromul Hunter este o boală rară care afectează de regulă băieții (exceptional și fetele). Boala afectează toate populațiile. Prevalența (numărul de persoane afectate într – o populație la un moment dat) cumulativă a bolii în Europa este între 1:140 000 și 1: 156 000 de nașteri1). Formele severe de boală sunt mai frecvente, reprezentând 60-80% dintre cazuri1). 
Sindromul Hunter este o boală cu evoluție cronică cu agravarea progresivă a manifestărilor clinice care duc la apariția unor complicații vitale. Evoluția bolii depinde de forma acesteia. Evoluția este diferită de la un copil la altul. Pacienții cu formă severă de boală (tipul A) au o speranță de viață foarte mult diminuată, decesul survine de obicei înaintea vârstei de adult. Problemele cardiovasculare și respiratorii sunt principalele cauze ale decesului. Pacienții cu formă atenuată de boală (tipul B) nu au regresie intelectuală și speranța lor de viață se apropie de 50 de ani3).

## Diagnostic
Diagnosticul se stabilește între 2-4 ani după repetate episoade de infecții respiratorii și în sfera ORL precum și prezența herniei ombilicale și inghinale. Pentru diagnosticul de mucopolizaharidoză se efectueaza teste nespecifice si specifice. 
Testele specifice confirmă diagnosticul prin:
- determinarea cantității mucopolizaharidelor (heparan-sulfatul și dermatan-sulfatul) din urină, valorile anormal de ridicate, indicând prezența mucopolizaharidozei);
- analiza activității enzimei iduronat-2-sulfatază într-o probă de sânge sau piele (activitatea scăzută sau absentă a enzimei confirmă diagnosticul de MPS de tip II);
- analiza genetică a genei IDS permite pentru anumiți pacienți identificarea mutației care a indus deficitul enzimatic și poate ajuta la determinarea severității clinice a bolii.

## Tratament
În prezent, nu există niciun remediu care să vindece boala. În funcție de forma bolii, pacientul poate beneficia de abordări terapeutice pentru a-i îmbunătăți calitatea vieții.

### Terapia de substituție enzimatică
Reprezintă tratamentul standard prin care se administreză pacientului o enzimă identică cu iduronat-2-sulfataza (idursulfază) pe cale intravenoasă. Terapia de substituție enzimatică face posibilă restabilirea unui nivel suficient de activitate enzimatică pentru a degrada parțial deșeurile acumulate în celule. 
Terapia enzimatică duce la reducerea volumului ficatului și splinei afectate de boală, la o îmbunătățire a funcției cardiace, respiratorii și a calității vieții.  
Cu toate că enzima administrată intravenos nu ajunge la nivelul creierului și nu poate să traverseze bariera hemato-encefalică neputând acționa asupra leziunilor neurologice existente, pierderea achizițiilor psihomotorii este mai lentă și întârziată datorită tratamentului. 
În general, tratamentul este foarte bine tolerat de către pacienți.

### Transplantul de celule stem
A fost studiată utilizarea ca tratament a transplantului de măduvă osoasă și a transplantului de celule stem hematopoietice8), 9). Deși transplantul a oferit beneficii, nu s-a demonstrat că ameliorează simptomele neurologice ale bolii. Deși această metodă și-a arătat potențialul în tratamentul altor tipuri de MPS, până în prezent rezultatele sale au fost nesatisfăcătoare în tratamentul MPS de tip II.  
S-a demonstrat că  terapia de substituție enzimatică a condus la rezultate pozitive la pacienții cu MPS de tip II1). 

### Managementul interdisciplinar
Abordarea multidisciplinară are ca scop ameliorarea simptomatologiei asociate bolii și trebuie să integreze îngrijirea de la nivelul sferei ORL, sistemului respirator, cardiac, digestiv, osteo-articular, neurologic.

### Dezvoltarea de noi soluții terapeutice
În speranța de a preveni declinul cognitiv asociat cu forma severă a bolii, începând din 2010, un studiu clinic de fază I / II a evaluat administrarea intratecală cu o doză mai concentrată de idursulfază decât formularea pentru administrarea intravenoasă10). Rezultatele au fost raportate în octombrie 201311).
În 2017, un pacient în vârstă de 44 de ani12), cu sindrom Hunter, a fost tratat prin terapie genică în încercarea de a preveni deteriorarea ulterioară bolii12). Acesta este primul caz în care terapia genică este utilizată in vivo la om 13). Studiul a fost extins la șase pacienți în 201814). 

## Legături externe
1. ↑  Monarch Disease Ontology release 2018-06-29[*] Verificați valoarea |titlelink= (ajutor);